# Paučnjaci
Paučnjaci (Arachnida) su vrstama najbrojniji razred (oko 75.500 opisanih vrsta) potkoljena kliještara. Najrasprostranjenije i najčešće vrste ove skupine pripadaju redu grinja, a unutar njega, najbrojniji su krpelji.

## Građa tijela
Osnovna razlika u građi tijela između paučnjaka i kukaca je da se tijelo paučnjaka sastoji od dva osnovna dijela tijela dok ih kukci imaju tri, te četiri para nogu kojih kukci imaju tri. Glava i prsa paučnjaka spojeni su u glavopršnjak (cephalothorax) koji se kod nekih vrsta tankom drškom veže za drugi dio tijela, zadak (abdomen), dok taj prijelaz kod drugih vrsta nije tako vidljivo izražen. Pored toga, paučnjaci se od kukaca razlikuju i time, da nijedna vrsta nema ni ticala niti krila.
Na glavopršnjaku imaju šest pari "privjesaka" (ekstremiteta) od kojih je prvi par poznat kao kliješta (chelicerae, po čemu je razred dobio pripadajuće latinsko ime) a oblikom podsjeća na pincetu ili derač. Uglavnom ih životinje koriste za hranjenje. Drugi par ovih "privjesaka", nazvan čeljusne nožice (pedipalpi) ima oblik nogu ili je povećan a na kraju završava štipaljkama. Preostala četiri para su noge i većini vrsta služe za hodanje, no kod nekih vrsta je prvi par nogu produžen i ima pretežno osjetilnu funkciju. 
Zadak može biti podijeljen na više dijelova, no može se činiti i kao da se sastoji od samo jednog. U tom dijelu su smješteni dišni organi gdje se plinovi izmjenjuju preko cjevastih ili lepezastih uzdušnica (traheja, trachea). Kod paukova u tom dijelu se nalaze i predive žlijezde.

## Prehrana
Iako su većina vrsta ove skupine grabežljivci, među njima ima i strvinara i parazita. Velike vrste se u pribavljanju hrane uglavnom oslanjaju na svoju snagu (većina pauka vučjaka, tarantule), dok pauci, štipavci i lažištipavci mogu ubrizgavati otrov. Kako nemaju dovoljno široka usta da bi mogli uzimati veće komade hrane, veliki broj vrsta u plijen ubrizgava ili na njega ispušta probavne enzime, da bi zatim usisali tekućinu koja tako nastaje. Neki pauci se u hvatanju plijena oslanjaju na svoj vid i vještinu šuljanja, dok drugi od paučine grade zamke. Neke tropske vrste paukova grade mreže koje su dovoljno čvrste i ljepljive, da se u njih uhvate i malene ptice. Neki drugi pauci prave malene mreže koje drže između nogu i bacaju ju na plijen u prolazu.

## Razmnožavanje
Većina mužjaka paučnjaka predaje ženki paketić sperme (spermatofore) pomoću pedipalpa, kliješta ili nogu. Ženka ispusti jaja koja se kod nekih vrsta odmah razviju, dok se kod dijela vrsta razvijaju unutar ženkinog tijela. Velik broj vrsta pokazuje roditeljsku brigu njegujući svoja jaja.

## Staništa
Ovako veliki broj vrsta naselio je gotovo sva kopnena staništa, no ipak ih ima najviše u toplim područjima. Oko 10% krpelja i jedna vrsta pauka (vodenpauk, Argyroneta aquatica) živi u kopnenim vodama.

## Vanjske poveznice

### Ostali projekti
|  | Zajednički poslužitelj ima još gradiva o temi Paučnjaci |
|  | Wikivrste imaju podatke o taksonu Paučnjacima           |